# داميان ميكنالي
داميان ميكنالي (بالإنجليزية: Damian McInally)‏ هو لاعب كرة قاعدة أسترالي، ولد في 23 ديسمبر 1975 في بريزبان في أستراليا.